# 第81回全国高等学校ラグビーフットボール大会
第81回全国高等学校ラグビーフットボール大会は、2001年12月27日から2002年1月7日まで近鉄花園ラグビー場にて行われた全国高等学校ラグビーフットボール大会である。優勝は大阪府の啓光学園高校（3回目）。

## 概要
- 今大会で初めてイメージキャラクターが選ばれ、井川遥が起用された。[1]

### 日程
- 12月27日、12月28日 1回戦
- 12月30日 2回戦
- 1月1日 3回戦
- 1月3日 準々決勝
- 1月5日 準決勝
- 1月7日 決勝

## 出場校
※マークはシード校
北海道
- 北北海道代表 - 遠軽（30年ぶり5回目）
- 南北海道代表 - 札幌山の手（2年連続2回目）

東北
- 青森県代表 - 三本木農（4年連続11回目）※
- 岩手県代表 - 盛岡工（3年連続28回目）
- 宮城県代表 - 仙台育英（6年連続8回目）※
- 秋田県代表 - 秋田工（4年連続58回目）
- 山形県代表 - 山形中央（4年連続10回目）
- 福島県代表 - 平工（2年連続6回目）

関東
- 茨城県代表 - 清真学園（2年連続5回目）※
- 栃木県代表 - 国学院栃木（2年連続7回目）
- 群馬県代表 - 東農大二（17年連続18回目）
- 埼玉県代表 - 埼工大深谷（5年連続7回目）※
- 千葉県代表 - 流経大柏（7年連続9回目）
- 東京都第一代表 - 国学院久我山（11年連続27回目）※
- 東京都第二代表 - 保善（21年ぶり23回目）
- 神奈川県代表 - 慶應義塾（4年ぶり32回目）
- 山梨県代表 - 日川（24年連続33回目）※

北信越
- 新潟県代表 - 新潟工（3年連続27回目）
- 長野県代表 - 岡谷工（3年連続17回目）
- 富山県代表 - 富山工（3年ぶり8回目）
- 石川県代表 - 羽咋工（2年連続21回目）
- 福井県代表 - 若狭（2年連続3回目）

東海
- 静岡県代表 - 東海大翔洋（初出場）[2]
- 愛知県代表 - 西陵商（2年連続32回目）
- 岐阜県代表 - 関商工（10年連続25回目）
- 三重県代表 - 四日市農芸（4年連続9回目）

近畿
- 滋賀県代表 - 八幡工（4年連続19回目）
- 京都府代表 - 京都成章（初出場）
- 大阪府第一代表 - 東海大仰星（4年連続5回目）※
- 大阪府第二代表 - 大阪工大高（2年ぶり25回目）※
- 大阪府第三代表 - 啓光学園（11年連続14回目）※
- 兵庫県代表 - 報徳学園（14年連続32回目）
- 奈良県代表 - 天理（4年連続55回目）※
- 和歌山県代表 - 熊野（2年連続5回目）

中国
- 鳥取県代表 - 倉吉東（7年ぶり4回目）
- 島根県代表 - 江の川（11年連続11回目）
- 岡山県代表 - 津山工（3年連続20回目）
- 広島県代表 - 安芸南（2年ぶり4回目）
- 山口県代表 - 大津（2年ぶり19回目）

四国
- 徳島県代表 - 貞光工（2年ぶり17回目）
- 香川県代表 - 坂出工（5年連続15回目）
- 愛媛県代表 - 新田（5年連続39回目）
- 高知県代表 - 土佐塾（5年連続6回目）

九州・沖縄
- 福岡県代表 - 東福岡（2年連続12回目）※
- 佐賀県代表 - 佐賀工（20年連続30回目）※
- 長崎県代表 - 長崎北陽台（3年ぶり8回目）
- 熊本県代表 - 熊本西（3年連続5回目）
- 大分県代表 - 大分舞鶴（16年連続40回目）※
- 宮崎県代表 - 都城（2年ぶり9回目）
- 鹿児島県代表 - 鹿児島実（2年連続8回目）
- 沖縄県代表 - 名護（2年連続5回目）

## 試合時間
※全試合30分ハーフで行う。同点で終了した場合は1.トライ数2.ゴール数3.抽選の順にて次回出場校を決める。

## 試合

### 1回戦
- 東海大翔洋 25－7 安芸南
- 羽咋工 53－5 土佐塾
- 関商工 19－17 熊本西
- 秋田工 72－10 熊野
- 津山工 25－0 遠軽
- 國學院栃木 38－5 都城
- 山形中央 5－3 江の川
- 八幡工 38－24 保善
- 岡谷工 55－8 貞光工
- 坂出工 29－10 富山工

- 平工 49－0 倉吉東
- 西陵商 52－19 大津
- 新潟工 49－5 若狭
- 長崎北陽台 22－19 流経大柏
- 京都成章 41－0 札幌山の手
- 盛岡工 45－10 名護
- 慶應 48－14 鹿児島実
- 東農大二 45－17 新田
- 報徳学園 31－29 四日市農芸

### 2回戦
- 啓光学園 39－0 東海大翔洋
- 関商工 29－0 羽咋工
- 佐賀工 36－27 秋田工
- 清真学園 76－0 津山工
- 大分舞鶴 38－10 國學院栃木
- 日川 24－5 山形中央
- 大阪工大高 68－5 八幡工
- 埼工大深谷 27－15 岡谷工

- 東福岡 80－0 坂出工
- 西陵商 29－14 平工
- 天理 17－7 新潟工
- 国学院久我山 19－7 長崎北陽台
- 東海大仰星 38－10 京都成章
- 盛岡工 20－10 三本木農
- 東農大二 26－10 慶應
- 仙台育英 41－10 報徳学園

### 3回戦
- 啓光学園 90－3 関商工
- 佐賀工 31－28 清真学園
- 大分舞鶴 33－14 日川
- 大阪工大高 41－37 埼工大深谷

- 東福岡 63－7 西陵商
- 国学院久我山 17－12 天理
- 東海大仰星 27－3 盛岡工業
- 仙台育英 43－12 東農大二

### 準々決勝
- 啓光学園 48－0 佐賀工
- 大阪工大高 38－33 大分舞鶴

- 東福岡 29－15 国学院久我山
- 仙台育英 40－29 東海大仰星

### 準決勝
- 啓光学園 27－24 大阪工大高

- 東福岡 44－24 仙台育英

### 決勝
啓光学園が3年ぶり3回目の優勝を果たした。
- 啓光学園（3年ぶり3回目） 50 – 17 東福岡

## その他
今大会にて、唯一の未勝利県であった香川県の高校、坂出工が初戦の富山工戦にて漸く初白星を挙げ、これにより未勝利県がなくなった。